# Economia a bambù

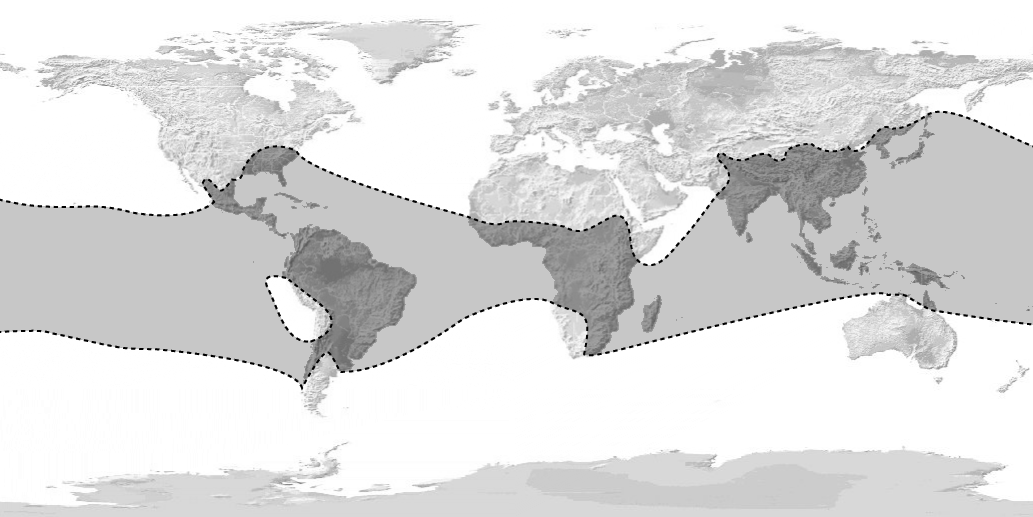
Distribuzione mondiale del bambù

L'economia a bambù è un settore economico basato sulla coltivazione del bambù e sulla trasformazione industriale degli assortimenti mercantili. A differenza dell'economia forestale, per ragioni climatiche queste colture sono ristrette a paesi in via di sviluppo delle fasce climatiche tropicali e subtropicali. La pianta del bambù è la maggiore come dimensioni tra le piante erbacee, esistono più di 75 generi e 1500 specie, 65% originarie dell'Asia sudorientale, 32 % crescono in America Latina, ed il resto in Africa e Oceania. In Nord America esistono tre specie native e in Sud America 440 specie.
Il bambù cresce spontaneamente in molte regioni calde e temperate dell'Africa, Asia, Americhe, Oceania, fino alle medie quote di montagna; alcune specie (ad es. sasa e pseudosasa), molto più rare, riescono anche a resistere a climi notevolmente più freddi fino ad un limite di -18 °C, come nel nord del Giappone, anche se le dimensioni di queste piante sono solitamente inferiori delle sorelle cinesi e a stento raggiungono i 3-5 metri. In Europa viene coltivato in serra e in campo aperto, in quantità molto limitate, in orti botanici, grazie al teleriscaldamento  ed altri accorgimenti. Attualmente, stime approssimate calcolano che il valore mondiale dell'economia basata sul bambù si aggiri attorno ai 10.000 milioni di dollari.

## Descrizione

### Introduzione
I tronchi di bambù vengono impiegati in primo luogo come materiale per la costruzione di abitazioni di medie e piccole dimensioni, di piccoli ponti, di mulini ad acqua e generatori microidro. Nell'edilizia tradizionale si utilizza per le intelaiature di tetti di edifici, anche di considerevoli dimensioni, e addirittura (come avviene a Hong Kong) come tralicci adoperati nella fase costruttiva dei grattacieli.
Nel settore dell'arredamento i tronchi di bambù si adoperano tipicamente per costruire tavoli e sedie molto resistenti all'intemperie, anche in ambienti particolarmente umidi e piovosi.
Il loro aspetto è caratteristico, difficilmente dissimulabile, e danno un tocco orientaleggiante agli ambienti dove si trovano.
Ridotto in polpa, il bambù può essere utilizzato per fabbricare carta da giornale oppure tessuti.
(Atal Bihari Vajpayee, ex primo-ministro dell'India )

### Distribuzione geografica
La maggiore diffusione dei fabbricati e prodotti in bambù coincide con le zone tropicali del lontano oriente, in paesi come Birmania, Cambogia, India (nordorientale), Indonesia, Laos, Thailandia, Vietnam e nel sud della Cina (nel Guangdong, zona di Canton).
La distribuzione geografica dei fabbricati corrisponde strettamente con quella delle zone a crescita spontanea del bambù, si tratta di climi tropicali, subtropicali e tropicali di montagna, caratterizzati dalla grande umidità e piovosità.

### Radice di Malacca
La radice di malacca è un materiale naturale ricavato dalle radici di malacca, famiglia delle bambusacee. Estremamente resistente per durezza e impermeabilità non teme l'umidità. Di colore marrone scuro assume col tempo sfumature che gli conferiscono il particolare aspetto tigrato.

## Vantaggi e svantaggi

### Vantaggi
- Come la plastica, può essere impiegata per costruire oggetti vari: come sandali, cappelli, pettini, ecc. Ma, a differenza della plastica si può utilizzare per costruire mobili e praticamente ogni aspetto delle case: pavimenti, pareti, tetti, colonne portanti, ecc. A differenza della plastica la sua produzione comporta l'assorbimento di CO2. Non dipende dall'estrazione del petrolio ma è rinnovabile.
- Frammenti e altri scarti della lavorazione del bambù possono essere impiegati come combustibile, per riscaldamento, cucina, altre lavorazioni a temperatura di fornace. Oppure come polpa per fabbricare carta e tessuti.
- Il costo del legname di bambù è talmente basso, che molto spesso il prezzo dei fili metallici e dei chiodi impiegati per unire i tronchi, supera il costo del bambù richiesto per costruire una media capanna (complessivamente il totale del filo di metallo e chiodi necessari per costruire una capanna, ha un costo che nei paesi sub-tropicali asiatici si aggira attorno ai 20 dollari).
- Per la coltivazione del bambù non sono necessari pesticidi né erbicidi. Anche i fertilizzanti sono poco richiesti, anche perché spesso la crescita spontanea delle piante di bambù avviene nei pressi di acquitrini e corsi d'acqua, dove ricevono naturalmente un buon apporto di concime naturale.
- Si hanno dei grandi vantaggi energetici ed economici per il basso consumo di energia nella trasformazione del materiale, che non deve essere tagliato (se non alle sue estremità), molto leggero da trasportare, non deve essere dipinto (ma forse laccato), né profilato, ma spesso soltanto sagomato (con il vapore per dargli forma sotto tensione). Volendo, il bambù può essere filato per ottenere reti e tessuti, oppure tagliato in sezioni piatte per essere intrecciato formando pannelli, e dunque non necessita trasformazioni ad elevato consumo energetico.
- Il vantaggio principale del bambù è quello della rapida crescita, che per alcune specie, in alcune regioni del mondo, in alcune fasi particolarmente piovose dell'anno, arriva a più di un metro di allungamento al giorno. Questa caratteristica comporta come vantaggio ulteriore, l'assorbimento di una grande quantità di anidride carbonica, contribuendo così a diminuire l'effetto serra.

### Svantaggi
- Lo svantaggio principale, nei luoghi di coltivazione, è quello della fioritura e fruttificazione con ciclo di 28-100 anni, che comporta il forte indebolimento della piantagione e la sua inutilità dal punto di vista industriale/artigianale per almeno 5 anni, tempo necessario affinché i semi germogliando e sviluppandosi raggiungano un apparato radicale tale da permettere alle nuove canne di crescere alte e robuste e di invecchiare. In alcune zone circoscritte, e solo per alcune particolari specie, la proliferazione di roditori ed altri animali nelle zone di coltivazione, che si alimentano dei frutti del bambù, aumentano il disagio che accompagna e segue la fioritura di queste piante.[5]